# Залесье (Брестский район)
Зале́сье (бел. Залессе) — деревня в Брестском районе Брестской области Белоруссии. Входит в состав Чернинского сельсовета.

## География
Деревня расположена в 9,5 км по автодорогам к востоку от центра сельсовета и в 19 км по автодорогам к северо-востоку от центра Бреста, ближайшие населённые пункты — деревни Карабаны и Збироги.

## История
Впервые упоминается в XVII веке как владение шляхты в Берестейском повете Берестейского воеводства ВКЛ. В 1630 году принадлежала П. Витановскому, в 1774 году — А. Витановскому, в 1789 году — Старовольским. После третьего раздела Речи Посполитой (1795) в составе Российской империи, с 1801 года — в Гродненской губернии.
В 1861 году деревня — в составе имения Збироги, владение графа Грабовского. В 1886 году — деревня Збироговской волости Кобринского уезда, 11 дворов. Здесь размещалась Збироговское волостное правление. В 1890 году крестьяне деревни имели 118 десятин земли, работала школа грамоты.
После Рижского мирного договора 1921 года — в составе гмины Збироги Кобринского повята Полесского воеводства Польши, 21 двор. С 1939 года — в составе БССР. В 1940 году — 45 дворов.